# Pantherodes unciaria
Pantherodes unciaria é um inseto da ordem Lepidoptera; uma mariposa, ou traça, neotropical da família Geometridae; classificada em 1858 por Achille Guenée, na página 201 da obra Histoire naturelle des insectes. Spécies général des lépidoptères; os seus espécimes, um macho e uma fêmea, provenientes do México; uma espécie distribuída numa ampla área que vai da Cidade do México e atravessa a América Central continental até a Colômbia e norte do Equador, na América do Sul. A. Guenée afirma que ela "é menor que a pardalaria", espécie-tipo do gênero Pantherodes, "e não ultrapassa 40mm" de envergadura.